# For Your Love (Lied)
For Your Love ist ein Rocksong, der 1964 von Graham Gouldman für The Yardbirds geschrieben wurde. Das Stück wurde ein Millionenseller. 

## Entstehung
Der noch unbekannte Komponist Graham Gouldman schrieb For Your Love während der Mittagspause als Angestellter eines Herrenausstatters in seinem Geburtsort Salford eigentlich für seine eigene Beatband Mockingbirds, doch deren Plattenfirma Columbia Records lehnte die Demoaufnahme ab. Im Dezember 1964 traf der Manager der Yardbirds, Giorgio Gomelsky, bei einem Konzert auf Gouldman und brachte die Demoaufnahme nach London. 
Der simple Liedtext handelt von einem Protagonisten, der für die Liebe der Angebeteten alles tun würde – sogar Diamantringe schenken und Sterne und Mond vom Himmel holen –, um ihre Liebe zu gewinnen. Für den 5. Januar 1965 vereinbarte Gomelsky einen Aufnahmetermin in den Londoner IBC Studios und kam auf die Idee, in dem Stück Bongos und ein Cembalo einzusetzen. Bereits im Intro kommen die Bongotrommeln und das Cembalo in einer Viererakkordfolge zum Einsatz, sie verschafften der Aufnahme eine mysteriöse Atmosphäre; das Cembalo bekam eine eigene Tonspur. Das mit einer leicht orientalisch anmutenden Akkordfolge in E-Moll komponierte Lied präsentiert in der Liedbrücke einen seltenen Wechsel in eine andere Taktart von 90–98 bpm auf 132 bpm, eingeleitet von einer Schlagzeugpassage. Nach der Zunahme des Tempos und verdoppelten Bongoklängen setzt der Gesang mit dem durch die Gruppe gesungenen Refrain ein. Das Outro endet mit langsamer werdenden Bongoschlägen und rundet das ungewöhnliche Arrangement von Paul Samwell-Smith ab. In nur drei Takes war der Song fertiggestellt. 
Die Besetzung mit Keith Relf (Gesang), Eric Clapton (Melodiegitarre), Chris Dreja (Rhythmusgitarre), Paul Samwell-Smith (Bassgitarre) und Jim McCarty (Schlagzeug) präsentierte eine nahezu gitarrenlose Melodie, in der das Cembalo und die Bongos dominierten. Als Sessionmusiker fungierten zusätzlich Brian Auger (Cembalo), Denny Piercey (Bongos) und Ron Prentiss (akustische Bassgitarre). Eric Clapton musste die vom Cembalo gespielten Akkorde bei Live-Auftritten mit seiner 12-saitigen Gitarre imitieren – es bedurfte jedoch minimaler Fingertechnik, um einen rund klingenden Grundakkord in e-Moll zu spielen. Diese erste popmusikalische Aufnahme der bis dahin bluesorientierten Yardbirds veranlasste Clapton dazu, die Gruppe noch im März 1965 zu verlassen; für ihn stieß Jeff Beck zur Gruppe.

## Veröffentlichung und Erfolg
Columbia Records hatte nunmehr doch nichts mehr gegen die Veröffentlichung von For Your Love / Got to Hurry (Columbia DM 7499) als dritte Single der Yardbirds. Sie erschien am 5. März 1965 und drang bis auf Rang 3 in den britischen Charts und – im Rahmen der British Invasion – auch bis Platz 6 der US-Hitparade vor; sie verkaufte weltweit über eine Million Exemplare. In Kanada konnte For Your Love sogar den Status eines Nummer-eins-Hits (1 Woche) im Juni 1965 verbuchen. Die Single markierte eine Abkehr der Yardbirds vom Blues hin zum Pop. Die gleichnamige LP erschien im Juli 1965.

## Coverversionen und Rezeption
Vom Song gibt es mindestens 35 Coverversionen, darunter Gary Lewis & the Playboys (LP A Session With Gary Lewis & the Playboys, August 1965), Herman’s Hermits (LP Both Sides of Herman’s Hermits; September 1966), Humble Pie (LP Live im Whisky a Go Go; Dezember 1969), Fleetwood Mac (Dezember 1973) oder Chilly (September 1979). 
For Your Love wurde in den Kinofilmen Fear And Loathing In Las Vegas, Eis am Stiel 6 – Ferienliebe und Deadly Advice verwendet.